# Pauline Kael
Pauline Kael (Petaluma, 19 de junho de 1919 – Great Barrington, 3 de setembro de 2001) foi uma crítica de cinema americana que escreveu para a revista The New Yorker de 1968 a 1991. Kael era conhecida por ser "espirituosa, mordaz, altamente opinativa e asperamente focada" resenhas, suas opiniões costumavam ser contrárias às de seus contemporâneos. Ela foi uma das críticas de cinema americanas mais influentes de sua época.
Ela deixou uma impressão duradoura em vários críticos de cinema proeminentes. Roger Ebert argumentou em um obituário que Kael "teve uma influência mais positiva no clima do cinema na América do que qualquer outra pessoa nas últimas três décadas". Kael, disse ele, "não tinha teoria, regras, diretrizes, padrões objetivos. Você não podia aplicar sua 'abordagem' a um filme. Com ela, tudo era pessoal". Owen Gleiberman disse que ela "foi mais do que uma grande crítica. Ela reinventou a forma e foi pioneira em toda uma estética da escrita".
Recebeu o Ivan Sandrof Lifetime Achievement Award em 1999.

## Trabalhos selecionados

### Livros
- I Lost It at the Movies (1965)

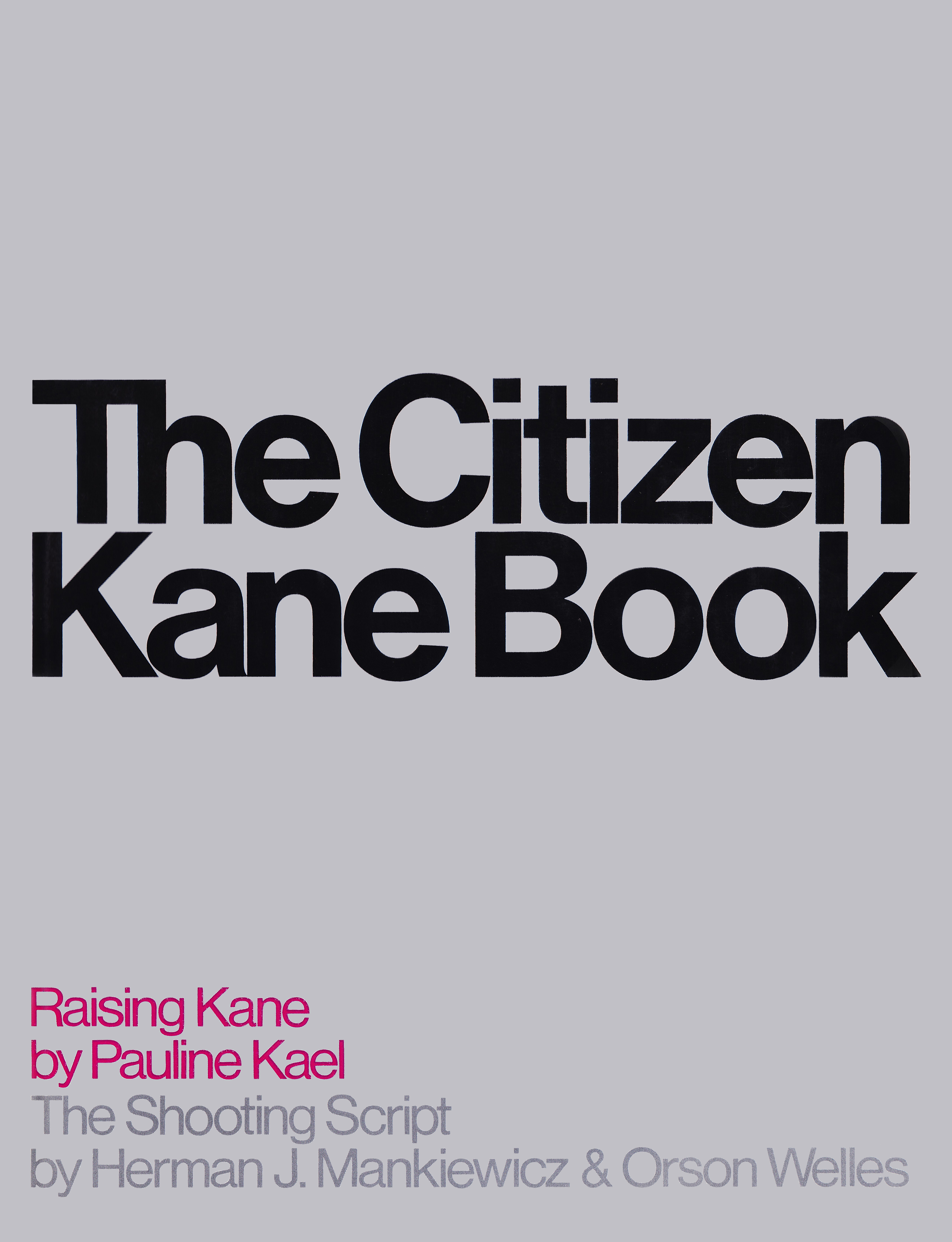
The Citizen Kane Book (1971)

- Kiss Kiss Bang Bang (1968) ISBN 0-316-48163-7
- Going Steady (1969) ISBN 0-553-05880-0
- The Citizen Kane Book (1971)[5] OCLC 209252
- Deeper into Movies (1973) ISBN 0-7145-0941-8
- Reeling (1976)
- When the Lights Go Down (1980) ISBN 0-03-042511-5
- 5001 Nights at the Movies (1982, revised in 1984 and 1991) ISBN 0-8050-1367-9
- Taking It All In (1984) ISBN 0-03-069362-4
- State of the Art (1987) ISBN 0-7145-2869-2
- Hooked (1989)
- Movie Love (1991)
- For Keeps (1994)
- Raising Kane, and other essays (1996)

### Resenhas e ensaios notáveis
- "Trash, Art, and the Movies", essay published in the Feb. 1969 issue of Harper's
- "Raising Kane", book-length essay on the making of Citizen Kane published in the February 20, 1971 and February 27, 1971 issues of The New Yorker
- "Stanley Strangelove", review of A Clockwork Orange from a January 1972 issue of The New Yorker
- "The Man From Dream City", profile of Cary Grant from the July 14, 1975 issue of The New Yorker
- Kael, Pauline (23 de junho de 1980). «Why Are Movies So Bad? Or, The Numbers». The New Yorker: 82
- Kael, Pauline (7 de janeiro de 1985). «The Current Cinema: Fever Dream / Echo Chamber». The New Yorker. 60 (47): 66–70 Reviews Mrs. Soffel, directed by Gillian Armstrong, and The Cotton Club, directed by Francis Ford Coppola
- Kael, Pauline (14 de janeiro de 1985). «The Current Cinema: Unloos'd Dreams». The New Yorker. 60 (48): 112–115 Reviews A Passage to India, directed by David Lean
- Kael, Pauline (28 de janeiro de 1985). «The Current Cinema: Lovers and Fools». The New Yorker. 60 (50): 86–91 Reviews Micki and Maude, directed by Blake Edwards; Starman, directed by John Carpenter; The Flamingo Kid, directed by Garry Marshall